# Diskurzivni nadzor
Diskurzivni nadzor, semantički pojam
Diskurzivni nadzor jest proces nadziranja diskursa u kojem se pojavljuje neka ili više informacija radi pravilnog shvaćanja kakvoće poruke.  
Diskurs služi kako bi se pomoću razumnoga raščlanjivanja misaono, pojmovno i logički izveo zaključak. On je, po svojoj naravni, oprečan instituitivnom zaključivanju, na koje se mnogi komunikatori oslanjaju, što nikako nije dobro niti predstavlja optimalno ili potpuno rješenje. Diskurzivan nadzor se izvodi s pomoću razumnora raščlanjivanja i misaonog zaključivanja. On je po svojoj naravi logičan i deduktivan, u suprotnosti s intuitivnim.  
U suvremenoj komunikaciji, sudionici bi se svakako trebali služiti diskursom u nadzoru komunikacije. Naime, često nije dovoljno poruku preuzeti «zdravo za gotovo» ili «po logici stvari» iako veliki broj komunikatora upravo to čini. Iz tog razloga, potreban je diskurzivni nadzor kako bi se osigurala kvaliteta informacije. Umijeće pregovaranja jedna je od najvažnijih vještina suvremenih menadžera i poduzetnika jer o uspješnom ishodu pregovora izravno ovisi i uspjeh posla. Menadžerima i poduzetnicima diskurzivni nadzor može uvelike pomoći u upravljanju poslovnim pregovorima jer na taj način optimalno kontroliraju informacije, ispravno ih razumiju, a onda, na temelju ispravno primljenih informacija, mogu smisliti i konstruirati povoljan odgovor.
Primjer: Ubio je čovjeka!
Analiza: Ubio je čovjeka - nogometaša na utakmici; Ubio je čovjeka - vojnika na bojištu. Nadzor u oba slučaja obavlja recepient i to na temelju deduktivnog zaključivanja, ovisno o širem kontekstu i/ili na temelju traženja dodatnih informacija.